# 綿引氏
綿引氏（わたひきし）は、日本の氏族。

## 概略
綿引氏は常陸国の豪族。本姓は藤原氏。延喜式内社藤内神社に「大檀那綿引藤原朝臣道朝」の棟札が残るという。また、嵯峨源氏渡辺氏族とも。

### 佐竹家臣 綿引氏
この一族に佐竹家臣たる綿引氏がある。綿引理右衛門の家系は、理右衛門※が慶長7年（1602年）の佐竹氏秋田転封に随い、秋田に下向、秋田藩士となった。
```
系譜 綿引理右衛門※―理右衛門―光林―岡之助光廣
```

### 水戸藩の尊王志士・義民として活動した綿引姓の人物
また、常陸国に残留した綿引氏は城下に住まう水戸藩士の他、郷士として取り立てられた者、百姓となった者とあり、久慈郡松栄村、那珂郡東野村、茨城郡青山村、下青山村に住み、それぞれ子孫は幕末・維新期に志士・義民として活躍した。
- 綿引宇八郎 水戸藩士。綿引伊衛門延栄の長男。諱は延方。弘道館舎長。小十人組、馬廻組頭を歴任。天狗党の乱に加わり、捕らわれて下総国古河で斬首。享年20。靖国神社合祀[4]。
- 綿引左近 久慈郡松栄村春日神社祠官 綿引雅楽之介祐徳の弟。諱は忠保。変名は羽黒久米之介。天狗党に加わり西上、慶応元年（1865年）越前国敦賀で斬首される。享年27。靖国神社合祀[5]。
- 綿引子之吉 久慈郡松栄村の百姓。天狗党に加わり、捕らわれる。慶応2年（1866年）9月24日、獄死。享年27。靖国神社合祀[6]。
- 綿引貞次郎 久慈郡松栄村の百姓。天狗党に加わり、捕らわれる。慶応2年（1866年）9月24日、獄死。享年27。靖国神社合祀[6]。
- 綿引善蔵 常陸国那珂郡東野村の百姓。小山守。天狗党に加わり、捕らわれる。慶応2年（1866年）7月29日、獄死する。享年65（62とも）。靖国神社合祀[7]。
- 綿引新八郎 諱は経。茨城郡青山村の郷士。安政5、6年（1858年～1859年）、水戸藩密勅事件において奉勅運動に加わり、以後、天狗党に属する。慶応元年（1865年）、下総佐倉で獄死する。享年33。靖国神社合祀[8]。
- 綿引新四郎 茨城郡下青山村の郷士。綿引孝三精貞の兄。天狗党に加わり、那珂湊組に属す。元治元年（1864年）夏、同郡細谷村にて傷を負い、9月23日、死去。享年28。靖国神社合祀[9]。
- 綿引誠一郎 渡場守 理兵衛の子。天狗党に加わり、捕らわれる。慶応元年（1865年）2月16日、越前国敦賀で斬首。靖国神社合祀[8]。